# フェルディナント・ルディオ
フェルディナント・ルディオ（独: Ferdinand Rudio、1856年8月2日 -  1929年6月21日
）は、ドイツ及びスイスの数学者、数学史家。

## 経歴
ルディオの父と母方の祖父はナッサウ公国の公務員であった。ナッサウ公国はルディオが10歳の時にプロイセン王国に併合された。
ルディオはヴィースバーデンのギムナジウムとレアルギムナジウムで教育を受け、1874年にチューリッヒ工科大学に入学した。当初は土木工学分野を学んでいたが、2年目にカール・ガイザーの影響を受けて数学と物理学に転向した。1877年から1880年までベルリン大学の大学院で学び、クンマーとヴァイエルシュトラスの指導の下でPh.D.を取得した。1881年、ハビリタチオン試験に合格して私講師となった。1885年にチューリッヒ工科大学の員外教授、1889年に正教授に就任した。
1897年にチューリッヒで開催された、第一回国際数学者会議（ICM）の調整役及び書記長を務めた。1893年から1912年までチューリッヒ自然科学会の季刊誌の編集を担当し、また会長を務めた。
1919年にチューリッヒ大学の名誉博士号を授与された。1928年、体調を崩しチューリッヒ工科大学の教職を引退した。

## 貢献
ルディオの研究分野は群論、抽象代数学、幾何学に及んだ。博士論文は曲面の曲率中心の集合の性質によって曲面を特徴づける際の微分方程式の応用を主題とした。また、ルディオはヴィエトの無限積の収束を初めて証明したことでも知られる。ルディオの著した解析幾何学の教科書 Die Elemente Der Analytischen Geometrie は、1908年に出版された。
オイラーの没後100周年の式典に講演をしたことを契機に、ルディオはオイラーの生涯と作品に関心を持つようになった。1897年のICMと1907年のオイラー生誕200周年式典にて、ルディオはオイラーの作品集の編纂を呼びかけ、1909年にスイス自然科学会の主導の下、ルディオを編集者として計画が始動された。1,2巻を完成させ、続く第3巻から第5巻の編集では補助的な役割を果たした。イギリスのケンブリッジで開催された第五回ICMにて、 Mitteilungen über die Eulerausgabe を講演した。1928年の編集長引退までに計20巻が出版され、最終的に80巻にわたる作品集が完成した。
ルディオの数学史に関する他の作品に Der Bericht des Simplicius über die Quadraturen des Antiphon und des Hippokrates （1902）がある。古代から多くの人物が挑戦してきた円積問題について述べたほか、フェルディナント・アイゼンシュタインなどの数学者の伝記を纏めた。
ルディオによる2作品 Die Elemente der analytischen Geometrie. Erster Theil: Die analytische Geometrie der Ebene（1888）、 Die Elemente der analytischen Geometrie. Zweiter Theil: Die analytische Geometrie des Raumes （1901）は Teubner Verlag の叢書に収められている。パーシー・フランクリン・スミスは、これらの作品を "deservedly popular in Germany" と評した。